# Deutsches Frauenwerk

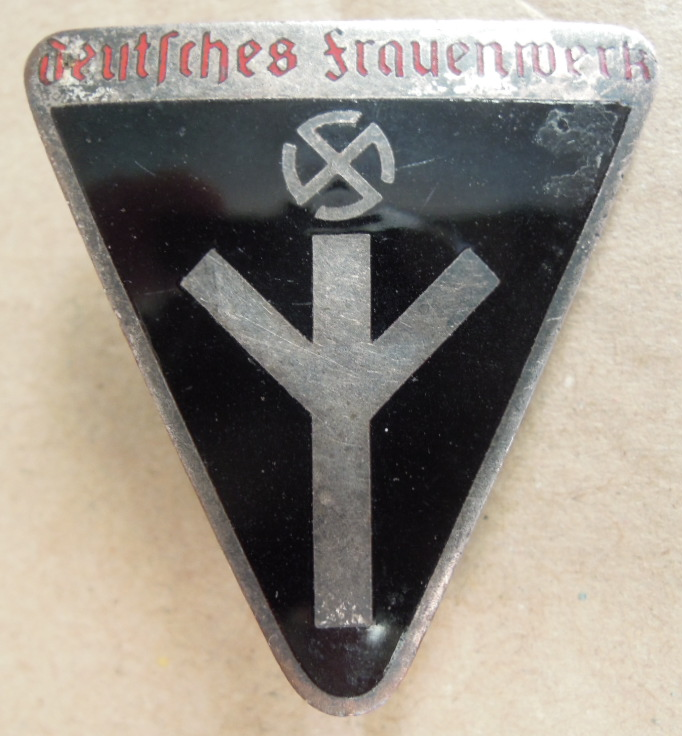
Medlemsmärke för Deutsches Frauenwerk.

Deutsches Frauenwerk (DFW) var en kvinnoorganisation tillhörande Nationalsocialistiska tyska arbetarepartiet i Nazityskland. Det var verksamt mellan 1933 och 1945.  Det var en paraplyorganisation för de icke nazistiska kvinnoföreningar som tilläts verka i Nazityskland. 
Det bildades i oktober 1933. När nazisterna grep makten i Tyskland avskaffades de flesta icke nazistiska organisationer i Tyskland. De kvinnoföreningar som av nazisternas bedömdes som ofarliga – såsom religiösa, allmänt högerinriktade eller filantropiska föreningar – tilläts fortsätta verka. De ställdes dock under övervakning genom att Deutsches Frauenwerk (DFW) bildades som en paraplyorganisation för de icke nazistiska tyska kvinnoorganisationer som tilläts fortsätta verka. Bland de föreningar som tvingades in under DFW fanns till exempel Verein der Berliner Künstlerinnen, det kvinnliga akademikerförbundet Deutscher Akademikerinnenbund och kvinnliga läkares förening Deutscher Ärztinnenbund: dessa blev alla först "ariserade", fråntagna alla maktbefogenheter och så småningom upplösta. 
DFW fungerade i praktiken som en underavdelning till det nazistiska kvinnoförbundet Nationalsozialistische Frauenschaft, då de båda lydde under samma ordförande, Gertrud Scholtz-Klink. Scholtz-Klink öppnade 1937 den första Reichsbräuteschule i DFW:s namn. 